# دراگان گوگلتا
دراگان گوگلتا (انگلیسی: Dragan Gugleta؛ زادهٔ ۱۷ ژوئیهٔ ۱۹۴۱) بازیکن سابق اهل یوگسلاوی و مربی فوتبال اهل صربستان است.
از باشگاه‌هایی که در آن بازی کرده‌است می‌توان به باشگاه فوتبال بوراتس بانیا لوکا، باشگاه فوتبال بئوگراد، و باشگاه فوتبال استراسبورگ اشاره کرد.
وی همچنین در تیم ملی فوتبال یوگسلاوی بازی کرده‌است.